# Alpine Linux
Alpine Linux – otwartoźródłowy system operacyjny oparty na jądrze Linux, zaprojektowany pod kątem wydania jako prostej i bezpiecznej minidystrybucji.
Ze względu na swój niewielki rozmiar oraz szybkość uruchamiania, Alpine Linux często wykorzystywany jest w skonteneryzowanym środowisku oraz jako system bazowy dla niektórych urządzeń techniki komputerowej, zwłaszcza jako system wbudowany dla routerów, serwerów oraz urządzeń typu NAS.

## Historia
Pierwotnie Alpine Linux był dystrybucją przeznaczoną jako system wbudowany dla urządzeń komputerowych jako pierwsza tego typu z rodziny Linux, opartą na Gentoo Linux. Twórca systemu Natanael Copa określił, że nazwa dla tego systemu została wybrana jako akronim wtórny dla „A Linux-Powered Network Engine” lub podobnej frazy, zaznaczając jednak, że od czasu pierwszego wydania nie pamięta dokładnie oryginalnej frazy.
System zarządzania pakietami w Alpine, Alpine Package Keeper, był pierwotnie zbiorem skryptów powłoki, ale później został przepisany na język C. Celem tego menedżera jest osiągnięcie wysokiej prędkości instalacji i aktualizacji pakietów, co osiąga poprzez zapisywanie nowych danych bezpośrednio w systemie plików systemu operacyjnego, zamiast stosowania buforowania lub kompresji.
W 2014 roku system przeszedł z uClibc na musl jako standardową bibliotekę języka C.

## Dystrybucje oparte na Alpine
Mobilny system operacyjny postmarketOS jest pochodną systemu Alpine Linux.

## Integracja ze środowiskiem administracyjnym i programistycznym
Ze względu na swoją stabilność i kompaktowość, Alpine Linux został ściśle zintegrowany z popularnymi środowiskami i zestawami narzędzi dla programistów i administratorów systemów:
- Twórcy Dockera – oprogramowania do konteneryzacji – zapewniają oficjalny obraz z systemem do ściągnięcia[12]. Jest on często używany jako obraz bazowy dla docelowych kontenerów oprogramowania[13].
- Powstało wydanie interpretera poleceń PowerShell dla systemu Alpine Linux[14].